# Lake Winnipeg
Lake Winnipeg er en stor sø i det centrale Canada, omkring 55 km nord for byen Winnipeg. Der bor næsten 4.000.000 i det store oplandsareal som dækker det meste af Alberta, Saskatchewan, Manitoba, det nordvestlige Ontario, Minnesota, og North Dakota. Befolkningstætheden i området er derfor meget lav, med 4 indbyggere pr. km². Det er den sjettestørste ferskvandssø i Canada, endda større end Lake Ontario i areal, men den er relativt lavvandet. Den måler 416 km fra nord til syd
Den første Europæer der menes at have set søen var Henry Kelsey i 1690. Han beholdt den lokale Cree-stammes navn, "wīnipēk", som betyder "mudrede vande". Senere tog "the Red River Colony" mod syd søens navn til sig og blev til Winnipeg, hovedbyen i Manitoba.
52°7′N 97°15′V / 52.117°N 97.250°V